# Edições 70
A Edições 70 é uma chancela editorial portuguesa do Grupo Almedina.

## História
A Edições 70 surgiu no início da década de 1970. Nos seus primeiros quatro anos, anteriores ao 25 de Abril de 1974, a editora esteve quase a desaparecer devido à apertada vigilância exercida pela Censura, que levou à apreensão de diversas obras, levando a editora a sofrer elevadas perdas financeiras. Com o 25 de Abril e a abertura cultural, surgiram novos e ambiciosos projetos que se concretizaram nos anos seguintes.
Em 1976, a editora iniciou um processo de intensa cooperação com os PALOP (Países Africanos de Língua Oficial Portuguesa) permitindo a divulgação de muitas obras e autores desses países.
A partir de 1978, começou a lançar várias coleções, que ainda hoje constituem a imagem de marca da editora e, através das quais, consagraram a sua vocação no âmbito das ciências humanas. Coleções como “O Lugar da História”, “Perspetivas do Homem”, “Arte & Comunicação”, “Biblioteca Básica de Filosofia” e “Textos Filosóficos”.
Em 2005, a Edições 70 foi integrada no Grupo Almedina, do qual passou a ser uma marca editorial, o que lhe permitiu alargar o seu catálogo e continuar, como há mais de três décadas, a ser fiel o seu lema “Por uma cultura viva e livre”.